# Blue Origin lunar south polar landing mission
La misión de aterrizaje lunar polo sur Blue Origin 2024 es una propuesta de misión dirigida a la región del polo sur de la Luna por la empresa de transporte estadounidense Blue Origin. La intención es ser la primera de una serie de misiones de transportes a la Luna, para desarrollar un servicio de entrega tipo "Amazon" a la Luna y poder establecer una colonia lunar. Para ello, se utilizaría su vehículo lunar de aterrizaje Blue Moon.